# Ficus virens
Ficus virens är en mullbärsväxtart som beskrevs av William Townsend Aiton.
Ficus virens ingår i släktet fikonsläktet och familjen mullbärsväxter. Utöver nominatformen finns också underarten Ficus virens dasycarpa. Arten är endemisk i södra Kina och förekommer framförallt i Chongqing, Sichuan och Hubei.

## Bildgalleri

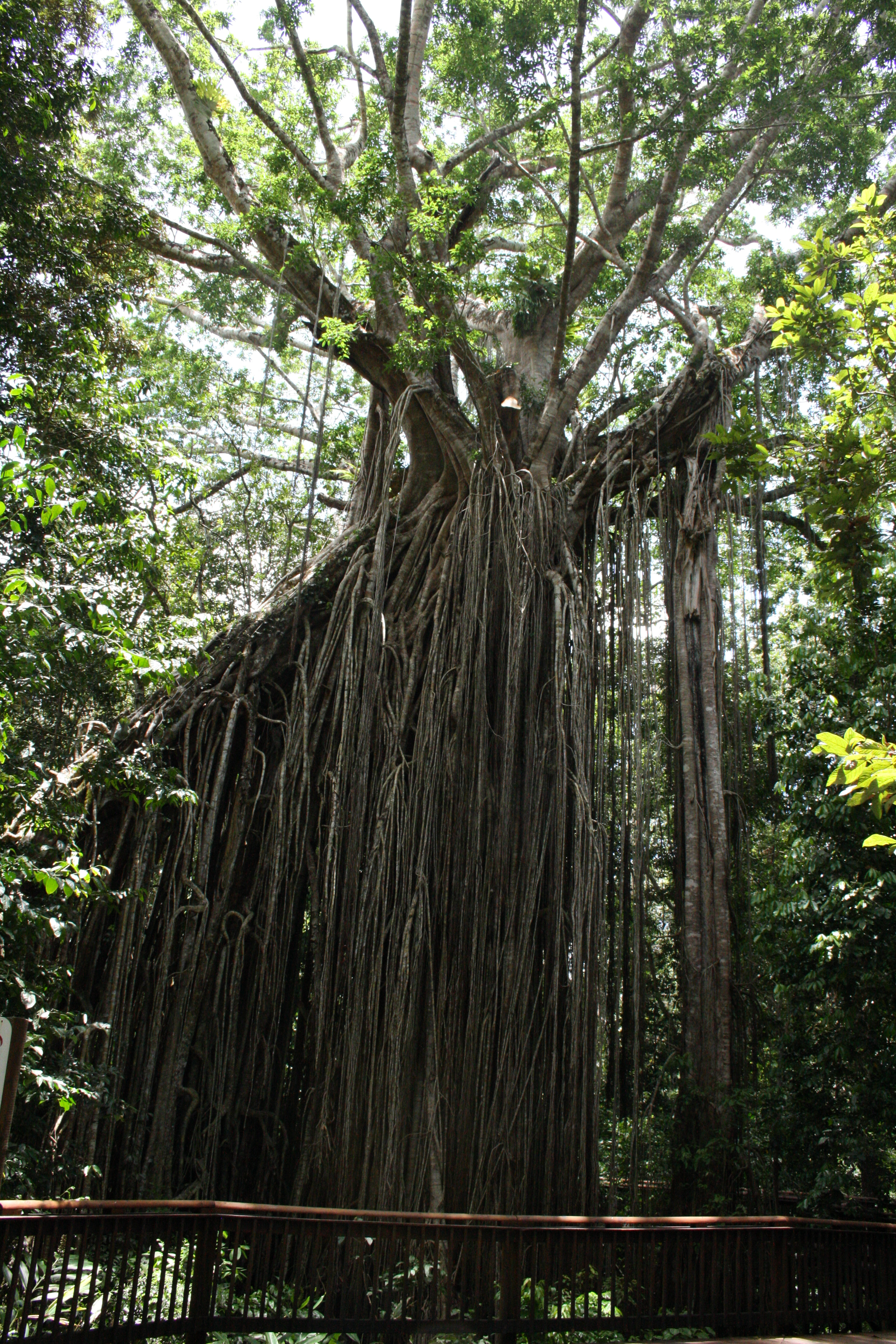
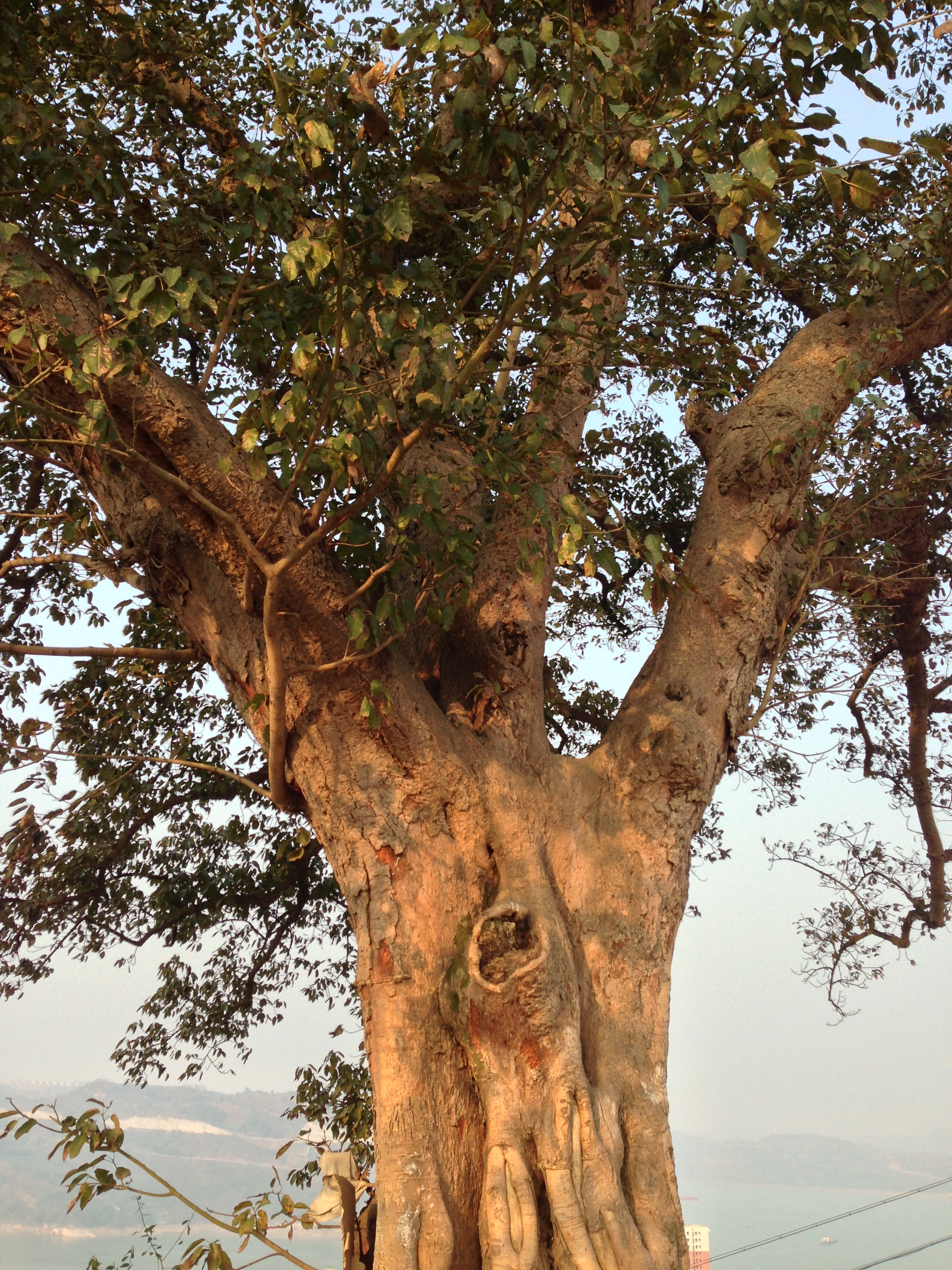
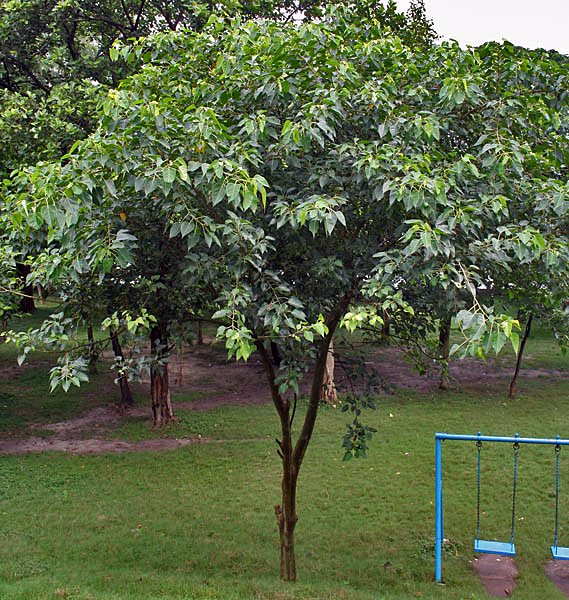
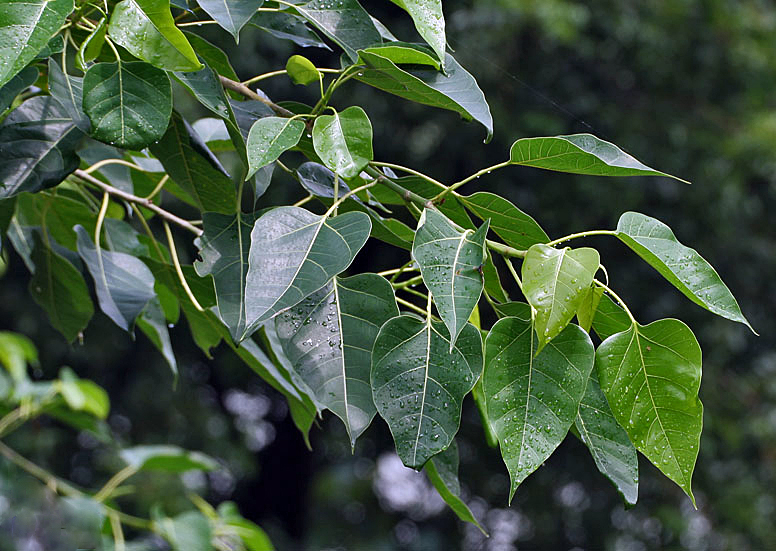
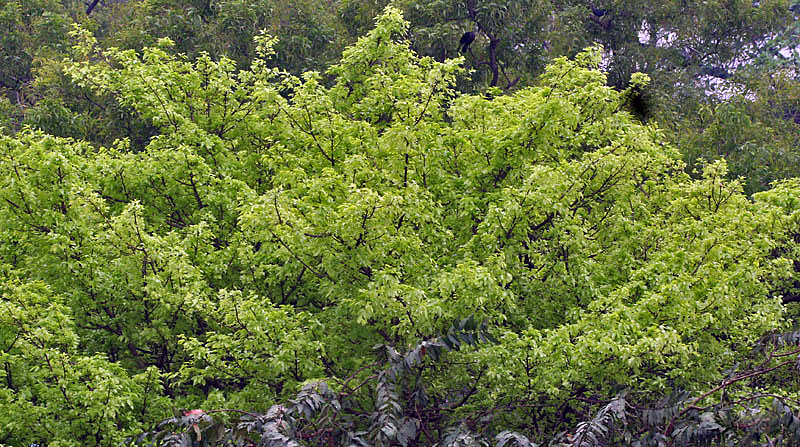